# Élections départementales de 2021 dans l'Allier
Les élections départementales dans l'Allier ont lieu les 20 et 27 juin 2021.

## Contexte départemental

### Assemblée départementale sortante
Avant les élections, le Conseil départemental de l'Allier est présidé par Claude Riboulet (UDI).
Il comprend 38 conseillers départementaux issus des 19 cantons de l'Allier.
| Président du Conseil départemental   |       |       |      |                                        |
| Claude Riboulet (UDI)                |       |       |      |                                        |
| Parti                                | Sigle | Sigle | Élus | Groupes                                |
| Majorité (20 sièges)                 |       |       |      |                                        |
| Divers droite                        |       | DVD   | 10   | Union républicaine pour le Bourbonnais |
| Les Républicains                     |       | LR    | 7    | Union républicaine pour le Bourbonnais |
| Union des démocrates et indépendants |       | UDI   | 3    | Union républicaine pour le Bourbonnais |
| Opposition (18 sièges)               |       |       |      |                                        |
| Parti communiste français            |       | PCF   | 8    | Communiste, républicain et citoyen     |
| Parti socialiste                     |       | PS    | 8    | Socialiste et apparentés               |
| Parti radical de gauche              |       | PRG   | 2    | Radical de gauche                      |

## Système électoral
Les élections ont lieu au scrutin majoritaire binominal à deux tours. Le système est paritaire : les candidatures sont présentées sous la forme d'un binôme composé d'une femme et d'un homme avec leurs suppléants (une femme et un homme également).
Pour être élu au premier tour, un binôme doit obtenir la majorité absolue des suffrages exprimés et un nombre de suffrages au moins égal à 25 % des électeurs inscrits. Si aucun binôme n'est élu au premier tour, seuls peuvent se présenter au second tour les binômes qui ont obtenu un nombre de suffrages au moins égal à 12,5 % des électeurs inscrits, sans possibilité pour les binômes de fusionner. Est élu au second tour le binôme qui obtient le plus grand nombre de voix.

## Résultats à l'échelle du département

### Résultats par nuances du ministère de l'Intérieur
Les nuances utilisées par le ministère de l'Intérieur ne tiennent pas compte des alliances locales.
| Binômes                  | Binômes                        | Binômes                  | Premier tour | Premier tour | Premier tour | Second tour | Second tour | Second tour | Total | +/-           |  |
| Binômes                  | Binômes                        | Binômes                  | Voix         | %            | Sièges       | Voix        | %           | Sièges      | Total | +/-           |  |
| ------------------------ | ------------------------------ | ------------------------ | ------------ | ------------ | ------------ | ----------- | ----------- | ----------- | ----- | ------------- |  |
|                          | Divers droite                  | DVD                      | 29 864       | 35,38        | 0            | 32 759      | 41,99       | 20          | 20    | 8             |  |
|                          | Union à gauche des écologistes | UGE                      | 8 703        | 10,31        | 0            | 7 764       | 9,95        | 0           | 0     | Nv.           |  |
|                          | Parti socialiste               | SOC                      | 7 081        | 8,39         | 0            | 8 135       | 10,43       | 6           | 6     | 2             |  |
|                          | Parti communiste français      | COM                      | 6 195        | 7,34         | 0            | 6 841       | 8,77        | 2           | 2     | Nv.           |  |
|                          | Union à droite                 | UD                       | 5 535        | 6,56         | 2            | 1 559       | 2,00        | 0           | 2     | 4             |  |
|                          | Union à gauche                 | UG                       | 5 053        | 5,99         | 0            | 3 779       | 4,84        | 0           | 0     | 2             |  |
|                          | Union au centre et à droite    | UCD                      | 4 594        | 5,44         | 0            | 5 209       | 6,68        | 4           | 4     | Nv.           |  |
|                          | Les Républicains               | LR                       | 4 454        | 5,28         | 2            | 1 469       | 1,88        | 0           | 2     | en stagnation |  |
|                          | Divers                         | DIV                      | 4 208        | 4,99         | 0            | 5 004       | 6,41        | 0           | 0     | en stagnation |  |
|                          | Parti radical de gauche        | RDG                      | 2 473        | 2,93         | 0            | 2 976       | 3,82        | 2           | 2     | en stagnation |  |
|                          | Rassemblement national         | RN                       | 2 416        | 2,86         | 0            |             |             |             | 0     | en stagnation |  |
|                          | Divers gauche                  | DVG                      | 2 140        | 2,54         | 0            | 2 512       | 3,22        | 0           | 0     | en stagnation |  |
|                          | La France insoumise            | FI                       | 594          | 0,70         | 0            |             |             |             | 0     | Nv.           |  |
|                          | La République en marche        | REM                      | 754          | 0,59         | 0            | 0           | Nv.         |             |       |               |  |
|                          | Extrême gauche                 | EXG                      | 349          | 0,41         | 0            | 0           | Nv.         |             |       |               |  |
|                          |                                |                          |              |              |              |             |             |             |       |               |  |
| Suffrages exprimés       | Suffrages exprimés             | Suffrages exprimés       | 84 413       | 93,61        |              | 78 007      | 94,06       |             |       |               |  |
| Votes blancs             | Votes blancs                   | Votes blancs             | 3 270        | 3,63         | 2 731        | 3,29        |             |             |       |               |  |
| Votes nuls               | Votes nuls                     | Votes nuls               | 2 495        | 3,63         | 2 194        | 2,65        |             |             |       |               |  |
| Total                    | Total                          | Total                    | 90 178       | 100          | 4            | 82 932      | 100         | 34          | 38    | en stagnation |  |
| Abstentions              | Abstentions                    | Abstentions              | 156 446      | 63,44        |              | 136 460     | 62,20       |             |       |               |  |
| Inscrits / participation | Inscrits / participation       | Inscrits / participation | 246 624      | 36,56        | 219 392      | 37,80       |             |             |       |               |  |

### Assemblée départementale élue
| Président du Conseil départemental   |       |       |      |                                        |
| Claude Riboulet (UDI)                |       |       |      |                                        |
| Parti                                | Sigle | Sigle | Élus | Groupes                                |
| Majorité (28 sièges)                 |       |       |      |                                        |
| Divers droite                        |       | DVD   | 20   | Union républicaine pour le Bourbonnais |
| Les Républicains                     |       | LR    | 6    | Union républicaine pour le Bourbonnais |
| Union des démocrates et indépendants |       | UDI   | 2    | Union républicaine pour le Bourbonnais |
| Opposition (10 sièges)               |       |       |      |                                        |
| Parti socialiste                     |       | PS    | 6    | Gauche démocrate et citoyenne          |
| Parti communiste français            |       | PCF   | 2    | Gauche démocrate et citoyenne          |
| Parti radical de gauche              |       | PRG   | 2    | Non-inscrits                           |

### Élus par canton
| Canton                    | Conseiller Sortant       | Parti | Parti | Conseiller élu           | Parti | Parti |
| ------------------------- | ------------------------ | ----- | ----- | ------------------------ | ----- | ----- |
| Bellerive-sur-Allier      | Isabelle Goninet         |       | LR    | Isabelle Goninet         |       | LR    |
| Bellerive-sur-Allier      | Jean-Jacques Rozier      |       | DVD   | Jean-Marc Germanangue    |       | DVD   |
| Bourbon-l'Archambault     | Gérard Dériot            |       | LR    | Christophe de Contenson  |       | DVD   |
| Bourbon-l'Archambault     | Corinne Trebosc-Coupas   |       | DVD   | Joëlle Laporte           |       | DVD   |
| Commentry                 | Claude Riboulet          |       | UDI   | Claude Riboulet          |       | UDI   |
| Commentry                 | Christiane Touzeau       |       | DVD   | Anne Saint-Julien        |       | DVD   |
| Cusset                    | Annie Corne              |       | LR    | Annie Corne              |       | LR    |
| Cusset                    | Jean-Sébastien Laloy     |       | LR    | Jean-Sébastien Laloy     |       | LR    |
| Dompierre-sur-Besbre      | Valérie Gouby            |       | PCF   | Fabrice Maridet          |       | DVD   |
| Dompierre-sur-Besbre      | Alain Lognon             |       | PCF   | Isabelle Ussel           |       | DVD   |
| Gannat                    | André Bidaud             |       | UDI   | André Bidaud             |       | UDI   |
| Gannat                    | Véronique Pouzadoux      |       | LR    | Véronique Pouzadoux      |       | LR    |
| Huriel                    | Séverine Fenouillet      |       | PCF   | Stéphane Abranowitch     |       | DVD   |
| Huriel                    | Michel Tabutin           |       | PCF   | Marie Carré              |       | DVD   |
| Lapalisse                 | Martine Arnaud           |       | PRG   | Martine Arnaud           |       | PRG   |
| Lapalisse                 | Jacques de Chabannes     |       | PRG   | Jacques de Chabannes     |       | PRG   |
| Montluçon-1               | Pascale Lescurat         |       | PS    | Pascale Lescurat         |       | PS    |
| Montluçon-1               | Marc Malbet              |       | PS    | Marc Malbet              |       | PS    |
| Montluçon-2               | Geneviève De Gouveia     |       | PCF   | Anne-Cécile Benoit-Gola  |       | DVD   |
| Montluçon-2               | Christian Sanvoisin      |       | PCF   | François Brochet         |       | DVD   |
| Montluçon-3               | Christian Chito          |       | DVD   | Christian Chito          |       | DVD   |
| Montluçon-3               | Bernadette Vergne        |       | DVD   | Sylvie Sartirano         |       | DVD   |
| Montluçon-4               | Bernard Pozzoli          |       | PS    | Bernard Pozzoli          |       | PS    |
| Montluçon-4               | Juliette Werth           |       | PS    | Juliette Werth           |       | PS    |
| Moulins-1                 | Alain Denizot            |       | PS    | Julien Carpentier        |       | DVD   |
| Moulins-1                 | Eliane Huguet            |       | PS    | Cécile de Breuvand       |       | DVD   |
| Moulins-2                 | Jean Laurent             |       | DVD   | Jean Laurent             |       | DVD   |
| Moulins-2                 | Nicole Tabutin           |       | DVD   | Nicole Tabutin           |       | DVD   |
| Saint-Pourçain-sur-Sioule | Catherine Corti          |       | DVD   | Christine Burkhardt      |       | LR    |
| Saint-Pourçain-sur-Sioule | Bernard Coulon           |       | UDI   | Roger Litaudon           |       | DVD   |
| Souvigny                  | Jean-Paul Dufrègne       |       | PCF   | Jean-Marc Dumont         |       | PCF   |
| Souvigny                  | Marie-Françoise Lacarin  |       | PCF   | Marie-Françoise Lacarin  |       | PCF   |
| Vichy-1                   | Élisabeth Albert-Cuisset |       | DVD   | Élisabeth Albert-Cuisset |       | DVD   |
| Vichy-1                   | Gabriel Maquin           |       | LR    | Jean Almazan             |       | DVD   |
| Vichy-2                   | Frédéric Aguilera        |       | LR    | Romain Lopez             |       | DVD   |
| Vichy-2                   | Evelyne Voitellier       |       | LR    | Evelyne Voitellier       |       | LR    |
| Yzeure                    | Pascale Foucault         |       | PS    | Pascale Foucault         |       | PS    |
| Yzeure                    | Pascal Perrin            |       | PS    | Pascal Perrin            |       | PS    |

## Résultats par canton
Les binômes sont présentés par ordre décroissant des résultats au premier tour. En cas de victoire au second tour du binôme arrivé en deuxième place au premier, ses résultats sont indiqués en gras.

### Canton de Bellerive-sur-Allier
| Candidats                | Candidats                | Partis                   | Nuance                   | Premier tour | Premier tour | Second tour | Second tour |
| Candidats                | Candidats                | Partis                   | Nuance                   | Voix         | %            | Voix        | %           |
| ------------------------ | ------------------------ | ------------------------ | ------------------------ | ------------ | ------------ | ----------- | ----------- |
|                          | Jean-Marc Germanangue    | DVD                      | DVD                      | 3 479        | 71,41        | 3 617       | 72,14       |
|                          | Isabelle Goninet         | LR                       | DVD                      | 3 479        | 71,41        | 3 617       | 72,14       |
|                          | Guillaume Desmoules      | PS                       | UGE                      | 1 393        | 28,59        | 1 397       | 27,86       |
|                          | Nathalie Verrière        | G.s                      | UGE                      | 1 393        | 28,59        | 1 397       | 27,86       |
|                          |                          |                          |                          |              |              |             |             |
| Suffrages exprimés       | Suffrages exprimés       | Suffrages exprimés       | Suffrages exprimés       | 4 872        | 92,47        | 5 014       | 93,48       |
| Votes blancs             | Votes blancs             | Votes blancs             | Votes blancs             | 236          | 4,48         | 208         | 3,88        |
| Votes nuls               | Votes nuls               | Votes nuls               | Votes nuls               | 161          | 3,06         | 142         | 2,65        |
| Total                    | Total                    | Total                    | Total                    | 5 269        | 100          | 5 364       | 100         |
| Abstention               | Abstention               | Abstention               | Abstention               | 8 735        | 62,38        | 8 643       | 61,70       |
| Inscrits / participation | Inscrits / participation | Inscrits / participation | Inscrits / participation | 14 004       | 37,62        | 14 007      | 38,30       |

### Canton de Bourbon-l'Archambault
| Candidats                | Candidats                | Partis                   | Nuance                   | Premier tour | Premier tour | Second tour | Second tour |
| Candidats                | Candidats                | Partis                   | Nuance                   | Voix         | %            | Voix        | %           |
| ------------------------ | ------------------------ | ------------------------ | ------------------------ | ------------ | ------------ | ----------- | ----------- |
|                          | Annik Berthon            | PCF                      | COM                      | 2 505        | 50,61        | 2 729       | 49,65       |
|                          | Fabien Thévenoux         | PCF                      | COM                      | 2 505        | 50,61        | 2 729       | 49,65       |
|                          | Christophe de Contenson  | DVD                      | DVD                      | 2 445        | 49,39        | 2 768       | 50,35       |
|                          | Joëlle Laporte           | DVD                      | DVD                      | 2 445        | 49,39        | 2 768       | 50,35       |
|                          |                          |                          |                          |              |              |             |             |
| Suffrages exprimés       | Suffrages exprimés       | Suffrages exprimés       | Suffrages exprimés       | 4 950        | 94,07        | 5 497       | 95,70       |
| Votes blancs             | Votes blancs             | Votes blancs             | Votes blancs             | 181          | 3,44         | 148         | 2,58        |
| Votes nuls               | Votes nuls               | Votes nuls               | Votes nuls               | 131          | 2,49         | 99          | 1,72        |
| Total                    | Total                    | Total                    | Total                    | 5 262        | 100          | 5 744       | 100         |
| Abstention               | Abstention               | Abstention               | Abstention               | 7 358        | 58,30        | 6 869       | 54,46       |
| Inscrits / participation | Inscrits / participation | Inscrits / participation | Inscrits / participation | 12 620       | 41,70        | 12 613      | 45,54       |

### Canton de Commentry
| Candidats                | Candidats                | Partis                   | Nuance                   | Premier tour | Premier tour | Second tour | Second tour |
| Candidats                | Candidats                | Partis                   | Nuance                   | Voix         | %            | Voix        | %           |
| ------------------------ | ------------------------ | ------------------------ | ------------------------ | ------------ | ------------ | ----------- | ----------- |
|                          | Claude Riboulet          | UDI                      | UCD                      | 3 342        | 63,68        | 3 487       | 64,98       |
|                          | Anne Saint-Julien        | DVD                      | UCD                      | 3 342        | 63,68        | 3 487       | 64,98       |
|                          | Josiane Auberger         | PCF                      | UG                       | 1 906        | 36,32        | 1 879       | 35,02       |
|                          | Sylvain Bourdier         | DVG                      | UG                       | 1 906        | 36,32        | 1 879       | 35,02       |
|                          |                          |                          |                          |              |              |             |             |
| Suffrages exprimés       | Suffrages exprimés       | Suffrages exprimés       | Suffrages exprimés       | 5 248        | 95,28        | 5 366       | 96,30       |
| Votes blancs             | Votes blancs             | Votes blancs             | Votes blancs             | 118          | 2,14         | 96          | 1,72        |
| Votes nuls               | Votes nuls               | Votes nuls               | Votes nuls               | 142          | 2,58         | 110         | 1,97        |
| Total                    | Total                    | Total                    | Total                    | 5 508        | 100          | 5 572       | 100         |
| Abstention               | Abstention               | Abstention               | Abstention               | 7 954        | 59,08        | 7 890       | 58,61       |
| Inscrits / participation | Inscrits / participation | Inscrits / participation | Inscrits / participation | 13 462       | 40,92        | 13 462      | 41,39       |

### Canton de Cusset
| Candidats                | Candidats                | Partis                   | Nuance                   | Premier tour | Premier tour |
| Candidats                | Candidats                | Partis                   | Nuance                   | Voix         | %            |
| ------------------------ | ------------------------ | ------------------------ | ------------------------ | ------------ | ------------ |
|                          | Annie Corne              | LR                       | LR                       | 3 197        | 75,76        |
|                          | Jean-Sébastien Laloy     | LR                       | LR                       | 3 197        | 75,76        |
|                          | Elsa Denferd             | PS                       | UG                       | 1 023        | 24,24        |
|                          | Brice Mollier            | DVG                      | UG                       | 1 023        | 24,24        |
|                          |                          |                          |                          |              |              |
| Suffrages exprimés       | Suffrages exprimés       | Suffrages exprimés       | Suffrages exprimés       | 4 220        | 94,73        |
| Votes blancs             | Votes blancs             | Votes blancs             | Votes blancs             | 112          | 2,51         |
| Votes nuls               | Votes nuls               | Votes nuls               | Votes nuls               | 123          | 2,76         |
| Total                    | Total                    | Total                    | Total                    | 4 455        | 100          |
| Abstention               | Abstention               | Abstention               | Abstention               | 7 703        | 63,36        |
| Inscrits / participation | Inscrits / participation | Inscrits / participation | Inscrits / participation | 12 158       | 36,64        |

### Canton de Dompierre-sur-Besbre
| Candidats                | Candidats                  | Partis                   | Nuance                   | Premier tour | Premier tour | Second tour | Second tour |
| Candidats                | Candidats                  | Partis                   | Nuance                   | Voix         | %            | Voix        | %           |
| ------------------------ | -------------------------- | ------------------------ | ------------------------ | ------------ | ------------ | ----------- | ----------- |
|                          | Fabrice Maridet            | DVD                      | DVD                      | 2 407        | 45,49        | 3 220       | 56,18       |
|                          | Isabelle Ussel             | DVD                      | DVD                      | 2 407        | 45,49        | 3 220       | 56,18       |
|                          | Valérie Gouby              | PCF                      | DVG                      | 2 140        | 40,45        | 2 512       | 43,82       |
|                          | Pascal Vernisse            | PS                       | DVG                      | 2 140        | 40,45        | 2 512       | 43,82       |
|                          | César Boujon               | RN                       | RN                       | 744          | 14,06        |             |             |
|                          | Marie-Hélène Vandebogaerde | RN                       | RN                       | 744          | 14,06        |             |             |
|                          |                            |                          |                          |              |              |             |             |
| Suffrages exprimés       | Suffrages exprimés         | Suffrages exprimés       | Suffrages exprimés       | 5 291        | 95,56        | 5 732       | 95,53       |
| Votes blancs             | Votes blancs               | Votes blancs             | Votes blancs             | 137          | 2,47         | 149         | 2,48        |
| Votes nuls               | Votes nuls                 | Votes nuls               | Votes nuls               | 109          | 1,97         | 119         | 1,98        |
| Total                    | Total                      | Total                    | Total                    | 5 537        | 100          | 6 000       | 100         |
| Abstention               | Abstention                 | Abstention               | Abstention               | 9 783        | 63,86        | 9 319       | 60,83       |
| Inscrits / participation | Inscrits / participation   | Inscrits / participation | Inscrits / participation | 15 320       | 36,14        | 15 319      | 39,17       |

### Canton de Gannat
| Candidats                | Candidats                | Partis                   | Nuance                   | Premier tour | Premier tour |
| Candidats                | Candidats                | Partis                   | Nuance                   | Voix         | %            |
| ------------------------ | ------------------------ | ------------------------ | ------------------------ | ------------ | ------------ |
|                          | André Bidaud             | UDI                      | UD                       | 3 981        | 63,07        |
|                          | Véronique Pouzadoux      | LR                       | UD                       | 3 981        | 63,07        |
|                          | Aline Jeudi              | PS                       | UGE                      | 1 510        | 23,92        |
|                          | Xavier Robert            | EÉLV                     | UGE                      | 1 510        | 23,92        |
|                          | Quentin Julien           | RN                       | RN                       | 821          | 13,01        |
|                          | Viviane Monnay           | RN                       | RN                       | 821          | 13,01        |
|                          |                          |                          |                          |              |              |
| Suffrages exprimés       | Suffrages exprimés       | Suffrages exprimés       | Suffrages exprimés       | 6 312        | 95,68        |
| Votes blancs             | Votes blancs             | Votes blancs             | Votes blancs             | 151          | 2,29         |
| Votes nuls               | Votes nuls               | Votes nuls               | Votes nuls               | 134          | 2,03         |
| Total                    | Total                    | Total                    | Total                    | 6 597        | 100          |
| Abstention               | Abstention               | Abstention               | Abstention               | 8 489        | 56,27        |
| Inscrits / participation | Inscrits / participation | Inscrits / participation | Inscrits / participation | 15 086       | 43,73        |

### Canton d'Huriel
| Candidats                | Candidats                | Partis                   | Nuance                   | Premier tour | Premier tour | Ballotage | Ballotage |
| Candidats                | Candidats                | Partis                   | Nuance                   | Voix         | %            | Voix      | %         |
| ------------------------ | ------------------------ | ------------------------ | ------------------------ | ------------ | ------------ | --------- | --------- |
|                          | Stéphane Abranowitch     | DVD                      | DVD                      | 2 665        | 61,21        | 2 861     | 63,32     |
|                          | Marie Carré              | DVD                      | DVD                      | 2 665        | 61,21        | 2 861     | 63,32     |
|                          | Grégory Anglio           | DVG                      | UGE                      | 1 689        | 38,79        | 1 657     | 36,68     |
|                          | Séverine Fenouillet      | PCF                      | UGE                      | 1 689        | 38,79        | 1 657     | 36,68     |
|                          |                          |                          |                          |              |              |           |           |
| Suffrages exprimés       | Suffrages exprimés       | Suffrages exprimés       | Suffrages exprimés       | 4 354        | 91,61        | 4 518     | 93,83     |
| Votes blancs             | Votes blancs             | Votes blancs             | Votes blancs             | 221          | 4,65         | 173       | 3,59      |
| Votes nuls               | Votes nuls               | Votes nuls               | Votes nuls               | 178          | 3,75         | 124       | 2,58      |
| Total                    | Total                    | Total                    | Total                    | 4 753        | 100          | 4 815     | 100       |
| Abstention               | Abstention               | Abstention               | Abstention               | 7 737        | 61,95        | 7 677     | 61,46     |
| Inscrits / participation | Inscrits / participation | Inscrits / participation | Inscrits / participation | 12 490       | 38,05        | 12 492    | 38,54     |

### Canton de Lapalisse
| Candidats                | Candidats                | Partis                   | Nuance                   | Premier tour | Premier tour | Second tour | Second tour |
| Candidats                | Candidats                | Partis                   | Nuance                   | Voix         | %            | Voix        | %           |
| ------------------------ | ------------------------ | ------------------------ | ------------------------ | ------------ | ------------ | ----------- | ----------- |
|                          | Martine Arnaud           | PRG                      | RDG                      | 2 473        | 46,85        | 2 976       | 53,52       |
|                          | Jacques de Chabannes     | PRG                      | RDG                      | 2 473        | 46,85        | 2 976       | 53,52       |
|                          | Stéphanie Boisaubert     | DVD                      | DIV                      | 1 954        | 37,02        | 2 585       | 46,48       |
|                          | Jean-Claude Brat         | DVD                      | DIV                      | 1 954        | 37,02        | 2 585       | 46,48       |
|                          | Marie-Laure Becouze      | RN                       | RN                       | 851          | 16,12        |             |             |
|                          | Michel Manillère         | RN                       | RN                       | 851          | 16,12        |             |             |
|                          |                          |                          |                          |              |              |             |             |
| Suffrages exprimés       | Suffrages exprimés       | Suffrages exprimés       | Suffrages exprimés       | 5 278        | 94,35        | 5 561       | 92,96       |
| Votes blancs             | Votes blancs             | Votes blancs             | Votes blancs             | 198          | 3,54         | 244         | 4,08        |
| Votes nuls               | Votes nuls               | Votes nuls               | Votes nuls               | 118          | 2,11         | 177         | 2,96        |
| Total                    | Total                    | Total                    | Total                    | 5 594        | 100          | 5 982       | 100         |
| Abstention               | Abstention               | Abstention               | Abstention               | 8 609        | 60,61        | 8 215       | 57,86       |
| Inscrits / participation | Inscrits / participation | Inscrits / participation | Inscrits / participation | 14 203       | 39,39        | 14 197      | 42,14       |

### Canton de Montluçon-1
| Candidats                | Candidats                | Partis                   | Nuance                   | Premier tour | Premier tour | Second tour | Second tour |
| Candidats                | Candidats                | Partis                   | Nuance                   | Voix         | %            | Voix        | %           |
| ------------------------ | ------------------------ | ------------------------ | ------------------------ | ------------ | ------------ | ----------- | ----------- |
|                          | Pascale Lescurat         | PS                       | SOC                      | 1 471        | 44,63        | 1 911       | 52,59       |
|                          | Marc Malbet              | PS                       | SOC                      | 1 471        | 44,63        | 1 911       | 52,59       |
|                          | Pierre Deludet           | DVD                      | DVD                      | 1 444        | 43,81        | 1 723       | 47,41       |
|                          | Francine Mopty           | DVD                      | DVD                      | 1 444        | 43,81        | 1 723       | 47,41       |
|                          | Arthur Barraud           | LFI                      | FI                       | 381          | 11,56        |             |             |
|                          | Nelly Depriester         | LFI                      | FI                       | 381          | 11,56        |             |             |
|                          |                          |                          |                          |              |              |             |             |
| Suffrages exprimés       | Suffrages exprimés       | Suffrages exprimés       | Suffrages exprimés       | 3 296        | 91,30        | 3 634       | 92,30       |
| Votes blancs             | Votes blancs             | Votes blancs             | Votes blancs             | 188          | 5,21         | 155         | 3,94        |
| Votes nuls               | Votes nuls               | Votes nuls               | Votes nuls               | 126          | 3,49         | 148         | 3,76        |
| Total                    | Total                    | Total                    | Total                    | 3 610        | 100          | 3 937       | 100         |
| Abstention               | Abstention               | Abstention               | Abstention               | 8 094        | 69,16        | 7 774       | 66,38       |
| Inscrits / participation | Inscrits / participation | Inscrits / participation | Inscrits / participation | 11 704       | 30,84        | 11 711      | 33,62       |

### Canton de Montluçon-2
| Candidats                | Candidats                | Partis                   | Nuance                   | Premier tour | Premier tour | Second tour | Second tour |
| Candidats                | Candidats                | Partis                   | Nuance                   | Voix         | %            | Voix        | %           |
| ------------------------ | ------------------------ | ------------------------ | ------------------------ | ------------ | ------------ | ----------- | ----------- |
|                          | Anne-Cécile Benoit-Gola  | DVD                      | UCD                      | 1 252        | 45,53        | 1 722       | 56,20       |
|                          | François Brochet         | DVD                      | UCD                      | 1 252        | 45,53        | 1 722       | 56,20       |
|                          | Geneviève de Gouveia     | PCF                      | COM                      | 1 069        | 38,87        | 1 342       | 43,80       |
|                          | Jean-Luc Bernard         | PCF                      | COM                      | 1 069        | 38,87        | 1 342       | 43,80       |
|                          | Maud Bigouret-Maritorena | LREM                     | REM                      | 429          | 15,60        |             |             |
|                          | Jean-François Jarrige    | LREM                     | REM                      | 429          | 15,60        |             |             |
|                          |                          |                          |                          |              |              |             |             |
| Suffrages exprimés       | Suffrages exprimés       | Suffrages exprimés       | Suffrages exprimés       | 2 750        | 91,42        | 3 064       | 92,23       |
| Votes blancs             | Votes blancs             | Votes blancs             | Votes blancs             | 140          | 4,65         | 139         | 4,18        |
| Votes nuls               | Votes nuls               | Votes nuls               | Votes nuls               | 118          | 3,92         | 119         | 3,58        |
| Total                    | Total                    | Total                    | Total                    | 3 008        | 100          | 3 322       | 100         |
| Abstention               | Abstention               | Abstention               | Abstention               | 7 367        | 71,01        | 7 051       | 67,97       |
| Inscrits / participation | Inscrits / participation | Inscrits / participation | Inscrits / participation | 10 375       | 28,99        | 10 373      | 32,03       |

### Canton de Montluçon-3
| Candidats                | Candidats                | Partis                   | Nuance                   | Premier tour | Premier tour | Second tour | Second tour |
| Candidats                | Candidats                | Partis                   | Nuance                   | Voix         | %            | Voix        | %           |
| ------------------------ | ------------------------ | ------------------------ | ------------------------ | ------------ | ------------ | ----------- | ----------- |
|                          | Christian Chito          | DVD                      | DVD                      | 2 901        | 63,91        | 3 329       | 70,81       |
|                          | Sylvie Sartirano         | DVD                      | DVD                      | 2 901        | 63,91        | 3 329       | 70,81       |
|                          | Jacques Chanudet         | EÉLV                     | UGE                      | 750          | 16,52        | 1 372       | 29,19       |
|                          | Magalie Ferreira Neves   | PCF                      | UGE                      | 750          | 16,52        | 1 372       | 29,19       |
|                          | Sylvie Gouzien           | PCF                      | UG                       | 539          | 11,87        |             |             |
|                          | Pierre Mothet            | PCF                      | UG                       | 539          | 11,87        |             |             |
|                          | Pierre Guillaumin        | LFI                      | EXG                      | 349          | 7,69         |             |             |
|                          | Louise Lhéritier         | LFI                      | EXG                      | 349          | 7,69         |             |             |
|                          |                          |                          |                          |              |              |             |             |
| Suffrages exprimés       | Suffrages exprimés       | Suffrages exprimés       | Suffrages exprimés       | 4 539        | 91,60        | 4 701       | 91,48       |
| Votes blancs             | Votes blancs             | Votes blancs             | Votes blancs             | 253          | 5,11         | 250         | 4,86        |
| Votes nuls               | Votes nuls               | Votes nuls               | Votes nuls               | 163          | 3,29         | 188         | 3,66        |
| Total                    | Total                    | Total                    | Total                    | 4 955        | 100          | 5 139       | 100         |
| Abstention               | Abstention               | Abstention               | Abstention               | 9 031        | 64,57        | 8 843       | 63,25       |
| Inscrits / participation | Inscrits / participation | Inscrits / participation | Inscrits / participation | 13 986       | 35,43        | 13 982      | 36,75       |

### Canton de Montluçon-4
| Candidats                | Candidats                | Partis                   | Nuance                   | Premier tour | Premier tour | Second tour | Second tour |
| Candidats                | Candidats                | Partis                   | Nuance                   | Voix         | %            | Voix        | %           |
| ------------------------ | ------------------------ | ------------------------ | ------------------------ | ------------ | ------------ | ----------- | ----------- |
|                          | Bernard Pozzoli          | PS                       | SOC                      | 1 611        | 52,29        | 1 937       | 56,87       |
|                          | Juliette Werth           | PS                       | SOC                      | 1 611        | 52,29        | 1 937       | 56,87       |
|                          | Émilie Emery-Provost     | LR                       | LR                       | 1 257        | 40,80        | 1 469       | 43,13       |
|                          | Romain Lefebvre          | LR                       | LR                       | 1 257        | 40,80        | 1 469       | 43,13       |
|                          | Michel Beaune            | LFI                      | FI                       | 213          | 6,91         |             |             |
|                          | Fatiha Taïar             | LFI                      | FI                       | 213          | 6,91         |             |             |
|                          |                          |                          |                          |              |              |             |             |
| Suffrages exprimés       | Suffrages exprimés       | Suffrages exprimés       | Suffrages exprimés       | 3 081        | 94,19        | 3 406       | 94,80       |
| Votes blancs             | Votes blancs             | Votes blancs             | Votes blancs             | 99           | 3,03         | 95          | 2,64        |
| Votes nuls               | Votes nuls               | Votes nuls               | Votes nuls               | 91           | 2,78         | 92          | 2,56        |
| Total                    | Total                    | Total                    | Total                    | 3 271        | 100          | 3 593       | 100         |
| Abstention               | Abstention               | Abstention               | Abstention               | 6 695        | 67,18        | 6 369       | 63,93       |
| Inscrits / participation | Inscrits / participation | Inscrits / participation | Inscrits / participation | 9 966        | 32,82        | 9 962       | 36,07       |

### Canton de Moulins-1
| Candidats                | Candidats                | Partis                   | Nuance                   | Premier tour | Premier tour | Second tour | Second tour |
| Candidats                | Candidats                | Partis                   | Nuance                   | Voix         | %            | Voix        | %           |
| ------------------------ | ------------------------ | ------------------------ | ------------------------ | ------------ | ------------ | ----------- | ----------- |
|                          | Julien Carpentier        | DVD                      | DVD                      | 1 902        | 48,50        | 2 303       | 55,65       |
|                          | Cécile de Breuvand       | DVD                      | DVD                      | 1 902        | 48,50        | 2 303       | 55,65       |
|                          | Eliane Huguet            | PS                       | SOC                      | 1 570        | 40,03        | 1 835       | 44,35       |
|                          | Didier Pinet             | PS                       | SOC                      | 1 570        | 40,03        | 1 835       | 44,35       |
|                          | Yan-Elyes Baili          | LREM                     | REM                      | 325          | 8,29         |             |             |
|                          | Virginie Jublot          | LREM                     | REM                      | 325          | 8,29         |             |             |
|                          | Thierry Bonnet           | R&S                      | DIV                      | 125          | 3,19         |             |             |
|                          | Michelle Kapala          | R&S                      | DIV                      | 125          | 3,19         |             |             |
|                          |                          |                          |                          |              |              |             |             |
| Suffrages exprimés       | Suffrages exprimés       | Suffrages exprimés       | Suffrages exprimés       | 3 922        | 94,35        | 4 138       | 94,52       |
| Votes blancs             | Votes blancs             | Votes blancs             | Votes blancs             | 130          | 3,13         | 123         | 2,81        |
| Votes nuls               | Votes nuls               | Votes nuls               | Votes nuls               | 105          | 2,53         | 117         | 2,67        |
| Total                    | Total                    | Total                    | Total                    | 4 157        | 100          | 4 378       | 100         |
| Abstention               | Abstention               | Abstention               | Abstention               | 8 330        | 66,71        | 8 116       | 64,96       |
| Inscrits / participation | Inscrits / participation | Inscrits / participation | Inscrits / participation | 12 487       | 33,29        | 12 494      | 35,04       |

### Canton de Moulins-2
| Candidats                | Candidats                | Partis                   | Nuance                   | Premier tour | Premier tour | Ballotage | Ballotage |
| Candidats                | Candidats                | Partis                   | Nuance                   | Voix         | %            | Voix      | %         |
| ------------------------ | ------------------------ | ------------------------ | ------------------------ | ------------ | ------------ | --------- | --------- |
|                          | Jean Laurent             | DVD                      | DVD                      | 2 999        | 70,28        | 3 173     | 71,84     |
|                          | Nicole Tabutin           | DVD                      | DVD                      | 2 999        | 70,28        | 3 173     | 71,84     |
|                          | Aurélie Leriche          | DVG                      | UGE                      | 1 268        | 29,72        | 1 244     | 28,16     |
|                          | Gérard Matichard         | EÉLV                     | UGE                      | 1 268        | 29,72        | 1 244     | 28,16     |
|                          |                          |                          |                          |              |              |           |           |
| Suffrages exprimés       | Suffrages exprimés       | Suffrages exprimés       | Suffrages exprimés       | 4 267        | 92,60        | 4 417     | 93,96     |
| Votes blancs             | Votes blancs             | Votes blancs             | Votes blancs             | 195          | 4,23         | 163       | 3,47      |
| Votes nuls               | Votes nuls               | Votes nuls               | Votes nuls               | 146          | 3,17         | 121       | 2,57      |
| Total                    | Total                    | Total                    | Total                    | 4 608        | 100          | 4 701     | 100       |
| Abstention               | Abstention               | Abstention               | Abstention               | 9 406        | 67,12        | 9 317     | 66,46     |
| Inscrits / participation | Inscrits / participation | Inscrits / participation | Inscrits / participation | 14 014       | 32,88        | 14 018    | 33,54     |

### Canton de Saint-Pourçain-sur-Sioule
| Candidats                | Candidats                | Partis                   | Nuance                   | Premier tour | Premier tour | Second tour | Second tour |
| Candidats                | Candidats                | Partis                   | Nuance                   | Voix         | %            | Voix        | %           |
| ------------------------ | ------------------------ | ------------------------ | ------------------------ | ------------ | ------------ | ----------- | ----------- |
|                          | Christine Burkhardt      | LR                       | DVD                      | 2 699        | 54,71        | 3 256       | 63,15       |
|                          | Roger Litaudon           | DVD                      | DVD                      | 2 699        | 54,71        | 3 256       | 63,15       |
|                          | Madeleine Brignon        | DVG                      | UG                       | 1 585        | 32,13        | 1 900       | 36,85       |
|                          | Jean Mallot              | PS                       | UG                       | 1 585        | 32,13        | 1 900       | 36,85       |
|                          | Catherine Corti          | DVD                      | DVD                      | 649          | 13,16        |             |             |
|                          | Pierre Tantot            | DVD                      | DVD                      | 649          | 13,16        |             |             |
|                          |                          |                          |                          |              |              |             |             |
| Suffrages exprimés       | Suffrages exprimés       | Suffrages exprimés       | Suffrages exprimés       | 4 933        | 93,62        | 5 156       | 94,04       |
| Votes blancs             | Votes blancs             | Votes blancs             | Votes blancs             | 203          | 3,85         | 170         | 3,10        |
| Votes nuls               | Votes nuls               | Votes nuls               | Votes nuls               | 133          | 2,52         | 157         | 2,86        |
| Total                    | Total                    | Total                    | Total                    | 5 269        | 100          | 5 483       | 100         |
| Abstention               | Abstention               | Abstention               | Abstention               | 9 055        | 63,22        | 8 844       | 61,73       |
| Inscrits / participation | Inscrits / participation | Inscrits / participation | Inscrits / participation | 14 324       | 36,78        | 14 327      | 38,27       |

### Canton de Souvigny
| Candidats                | Candidats                | Partis                   | Nuance                   | Premier tour | Premier tour | Ballotage | Ballotage |
| Candidats                | Candidats                | Partis                   | Nuance                   | Voix         | %            | Voix      | %         |
| ------------------------ | ------------------------ | ------------------------ | ------------------------ | ------------ | ------------ | --------- | --------- |
|                          | Jean-Marc Dumont         | PCF                      | COM                      | 2 621        | 55,18        | 2 770     | 53,38     |
|                          | Marie-Françoise Lacarin  | PCF                      | COM                      | 2 621        | 55,18        | 2 770     | 53,38     |
|                          | Agnès Challeton          | DVD                      | DIV                      | 2 129        | 44,82        | 2 419     | 46,62     |
|                          | Frédéric Verdier         | DVD                      | DIV                      | 2 129        | 44,82        | 2 419     | 46,62     |
|                          |                          |                          |                          |              |              |           |           |
| Suffrages exprimés       | Suffrages exprimés       | Suffrages exprimés       | Suffrages exprimés       | 4 750        | 93,74        | 5 189     | 94,95     |
| Votes blancs             | Votes blancs             | Votes blancs             | Votes blancs             | 176          | 3,47         | 135       | 2,47      |
| Votes nuls               | Votes nuls               | Votes nuls               | Votes nuls               | 141          | 2,78         | 141       | 2,58      |
| Total                    | Total                    | Total                    | Total                    | 5 067        | 100          | 5 465     | 100       |
| Abstention               | Abstention               | Abstention               | Abstention               | 6 461        | 56,05        | 6 066     | 52,61     |
| Inscrits / participation | Inscrits / participation | Inscrits / participation | Inscrits / participation | 11 528       | 43,95        | 11 531    | 47,39     |

### Canton de Vichy-1
| Candidats                | Candidats                | Partis                   | Nuance                   | Premier tour | Premier tour | Ballotage | Ballotage |
| Candidats                | Candidats                | Partis                   | Nuance                   | Voix         | %            | Voix      | %         |
| ------------------------ | ------------------------ | ------------------------ | ------------------------ | ------------ | ------------ | --------- | --------- |
|                          | Élisabeth Albert-Cuisset | DVD                      | DVD                      | 3 308        | 75,01        | 3 540     | 76,47     |
|                          | Jean Almazan             | DVD                      | DVD                      | 3 308        | 75,01        | 3 540     | 76,47     |
|                          | Magali Dubreuil          | EÉLV                     | UGE                      | 1 102        | 24,99        | 1 089     | 23,53     |
|                          | Alexis Mayet             | DVG                      | UGE                      | 1 102        | 24,99        | 1 089     | 23,53     |
|                          |                          |                          |                          |              |              |           |           |
| Suffrages exprimés       | Suffrages exprimés       | Suffrages exprimés       | Suffrages exprimés       | 4 410        | 94,05        | 4 629     | 94,93     |
| Votes blancs             | Votes blancs             | Votes blancs             | Votes blancs             | 160          | 3,41         | 141       | 2,89      |
| Votes nuls               | Votes nuls               | Votes nuls               | Votes nuls               | 119          | 2,54         | 106       | 2,17      |
| Total                    | Total                    | Total                    | Total                    | 4 689        | 100          | 4 876     | 100       |
| Abstention               | Abstention               | Abstention               | Abstention               | 8 954        | 65,63        | 8 768     | 64,29     |
| Inscrits / participation | Inscrits / participation | Inscrits / participation | Inscrits / participation | 13 643       | 34,37        | 13 644    | 35,74     |

### Canton de Vichy-2
| Candidats                | Candidats                | Partis                   | Nuance                   | Premier tour | Premier tour | Ballotage | Ballotage |
| Candidats                | Candidats                | Partis                   | Nuance                   | Voix         | %            | Voix      | %         |
| ------------------------ | ------------------------ | ------------------------ | ------------------------ | ------------ | ------------ | --------- | --------- |
|                          | Romain Lopez             | DVD                      | DVD                      | 2 966        | 74,96        | 2 969     | 74,71     |
|                          | Evelyne Voitelier        | LR                       | DVD                      | 2 966        | 74,96        | 2 969     | 74,71     |
|                          | Stéphanie Moubamba       | PS                       | UGE                      | 991          | 25,04        | 1 005     | 25,29     |
|                          | Arnaud Pételet-Valéro    | EÉLV                     | UGE                      | 991          | 25,04        | 1 005     | 25,29     |
|                          |                          |                          |                          |              |              |           |           |
| Suffrages exprimés       | Suffrages exprimés       | Suffrages exprimés       | Suffrages exprimés       | 3 957        | 94,26        | 3 974     | 94,46     |
| Votes blancs             | Votes blancs             | Votes blancs             | Votes blancs             | 147          | 3,50         | 134       | 3,19      |
| Votes nuls               | Votes nuls               | Votes nuls               | Votes nuls               | 94           | 2,24         | 99        | 2,35      |
| Total                    | Total                    | Total                    | Total                    | 4 198        | 100          | 4 207     | 100       |
| Abstention               | Abstention               | Abstention               | Abstention               | 8 223        | 66,20        | 8 215     | 66,13     |
| Inscrits / participation | Inscrits / participation | Inscrits / participation | Inscrits / participation | 12 421       | 33,80        | 12 422    | 33,87     |

### Canton d'Yzeure
| Candidats                | Candidats                | Partis                   | Nuance                   | Premier tour | Premier tour | Ballotage | Ballotage |
| Candidats                | Candidats                | Partis                   | Nuance                   | Voix         | %            | Voix      | %         |
| ------------------------ | ------------------------ | ------------------------ | ------------------------ | ------------ | ------------ | --------- | --------- |
|                          | Pascale Foucault         | PS                       | SOC                      | 2 429        | 60,98        | 2 452     | 61,13     |
|                          | Pascal Perrin            | PS                       | SOC                      | 2 429        | 60,98        | 2 452     | 61,13     |
|                          | Maria Barreto            | LR                       | UD                       | 1 554        | 39,02        | 1 559     | 38,87     |
|                          | Daniel Lacassagne        | UDI                      | UD                       | 1 554        | 39,02        | 1 559     | 38,87     |
|                          |                          |                          |                          |              |              |           |           |
| Suffrages exprimés       | Suffrages exprimés       | Suffrages exprimés       | Suffrages exprimés       | 3 983        | 91,12        | 4 011     | 92,12     |
| Votes blancs             | Votes blancs             | Votes blancs             | Votes blancs             | 215          | 4,92         | 180       | 4,13      |
| Votes nuls               | Votes nuls               | Votes nuls               | Votes nuls               | 173          | 3,96         | 163       | 3,74      |
| Total                    | Total                    | Total                    | Total                    | 4 371        | 100          | 4 354     | 100       |
| Abstention               | Abstention               | Abstention               | Abstention               | 8 462        | 65,94        | 8 482     | 66,08     |
| Inscrits / participation | Inscrits / participation | Inscrits / participation | Inscrits / participation | 12 833       | 34,06        | 12 836    | 33,92     |